# Floresta Nacional de Goytacazes
A Floresta Nacional de Goytacazes está localizada no município de Linhares, no estado de Espírito Santo, Brasil. O bioma predominante é o da Mata Atlântica.